# Kolozsvári Grandpierre Károly
Kolozsvári Grandpierre Károly (Budapest, 1949. szeptember 9. – Budapest, 2014. március 20.) magyar festőművész, költő. Édesapja, Grandpierre K. Endre, író, költő, gondolkodó és magyarságkutató, öccse, Grandpierre Attila,  fizikus, csillagász, a Vágtázó Halottkémek együttes alapítója, énekese.

## Életpályája
Az általános iskola után a Soproni Erdészeti Technikumban tanult, ahol a természet szeretete tudatosult benne. 1969-ben kezdett festeni. 1985-ben Kanadába költözött, ahol az Ottawa School of Arton szerzett képzőművészeti diplomát. Több országban is volt kiállítása. Egy időben Érden élt.

## Festményei, rajzai (válogatás)

Egy pillanat az Örökkévalóságból című alkotása

Vizuális művei – melyekben  elsősorban a belső én vizuális értelmezésére összpontosított, új harmóniát, új ritmust, új frissességet keresve mai világunkban, amelynek égető szüksége van az ősi és egyszerű igazsághoz való visszatérésre – olajjal, akrillal, tollal és tintával, valamint más hordozókkal készültek, inspirációját pedig elsősorban az irodalom, a csillagászat, a történelem, a zene és a természet adta. Munkái az egyediség és az egyéni keresés jellegzetes jegyét hordozzák magukon. Rézkarcai és monoprintjei színei, motívumai és technikája miatt művei igen keresettek.
- Kibelezett kereszt, 1994[8][9]
- A Rózsa keresztre feszítése, avagy a csikó születése, 1996[10][11]
- Az utolsó ítélet, 2005[12][13][14] (Last Judgement olaj, vászon)[15]
- Csodaszarvas, 2007[16][17][18]
- Égi szántás[19] (Morning Plow, 2009)[20][21][22]
- Hernyó-Világegyetem, 2011[23][24]
- 2012 előérzetében, avagy a Galaxis megtermékenyítése, 2009[25][26][27]
- A csillagfa csúcsa, 2012[28][29]
- Fekete lyuk, 2012[30][31]
- Szerencse fiai, 2012[32][33]
- Mindent átható szeretet, 2012[34][35][36]
- Ego Man, 2011[37][38][39]
- Hórusz szeme, 2011[40][41]
- Egy pillanat az Örökkévalóságból[42]
- Belly Button of the Earth (olaj, vászon)[43]
- Inside Landscape (olaj, vászon)[43]
- Comet Strike on Jupiter (akril, levélarany szilikon vászon)[43]
- Comet (olaj, vászon)[43]
- Cosmic Egg (olaj, vászon)[43]
- Cross of Alchemy (olaj, vászon)[43]
- Dream of Atlantis (olaj, vászon)[43]
- Everybody has a Star  (olaj, rétegelt lemez)[43]
- Excalibur (olaj, vászon)[43]
- Four Angel (olaj, rétegelt lemez)[43]
- Girlish Dream (olaj, rétegelt lemez)[43]
- Grain stack Headed (olaj, rétegelt lemez)[43]
- Hesitation of the Soul (olaj, vászon)[15]
- Hungarian Inca Cross (olaj, vászon)[15]
- Inside a Pyramid (olaj, vászon)[15]
- Kite Ride (olaj, vászon)[15]
- Light Spider (olaj, vászon)[15]
- Mandala (olaj, vászon)[15]
- Moebius Link (olaj, vászon)[15]
- One Three Four (olaj, rétegelt lemez)[15]
- On the Limbo (olaj, vászon)[15]
- Paganini (olaj, vászon)[15]
- Out of Blue (olaj, tábla)[15]
- Primeval Fireball (akril, papír)[44]
- Purple Portait (olaj, vászon)[44]
- Sad Eyes (olaj, tábla)[44]
- Solar Wind (olaj, vászon)[44]
- Spirit Rose (olaj, vászon)[44]
- Stars of Spine (olaj, vászon)[44]
- String of Milkyway (olaj, vászon)[44]
- Sword (olaj, vászon)[44]
- Tell Me and I Tell You (olaj, rétegelt lemez)[44]
- The Head of Kundalini (olaj, rétegelt lemez)[44]
- Women of Water (olaj, vászon)[44]
- Bluechip (vegyes technika)[44]
- Earth Risng (mousse print)[45]
- Dancing (metszet)[45]
- Hungarian Woman (metszet)[45]
- Moment Before Kiss (toll és tinta)[45]
- Mea Culp (tinta és ezüst tinta)[45]
- Don't Lie to Me (tinta és ezüst tinta)[45]
- Csillag születik[46]
- Kizuhanás egy gondolatból[47]
- Prométeusz is így kezdte[48]
- Magyar világtojás[49]
- Emlékdali[50]
- Virágnak jó lenni[51]
- Világtojás[52]
- Egy Az...[53]
- Rajzok[54][55][56][57][58][59]

Rajzai közül néhány megjelent a Valóság folyóiratban,és a Hold Könyvkiadónál 2001-ben kiadott Franz Kafka: Himpellérek társasága című kötetben.

## Írásai

### Önálló kötetei
- K. Grandpierre Károly. Háttal Szodomának. Ars Libri. ISBN 0619000696962 (2010)[62]

### Antológiákban, folyóiratokban megjelent művei
Új Írás – 1979 (Ustoros Károly néven)
- Felvérző utakon[63]
- Vanília szélcsapás[64]

Kortárs – 1983 (Ustoros Károly néven)
- Kő lét[65]
- Elégia H. Z.[66]

Üzen az ág
- Elégia H. Z.[67]

Muravidék (K. Grandpierre Károly néven)
- A világ szétesése[68]
- Felvérző utakon[69]
- Növények himnusza[70]

Apám szíve dobog bennem – A Grandpierre-család verseiből (Grandpierre Károly néven)
- Felvérző utakon
- Növények himnusza
- Virágzás éjfélkor
- Életcélok
- Abszurdisztán
- 39 év
- A világ és a jövő
- Révülés

## Díjai, elismerései
- Kétszer kapott McDonald-ösztöndíjat.[6]